# ガトー・ド・サヴォワ

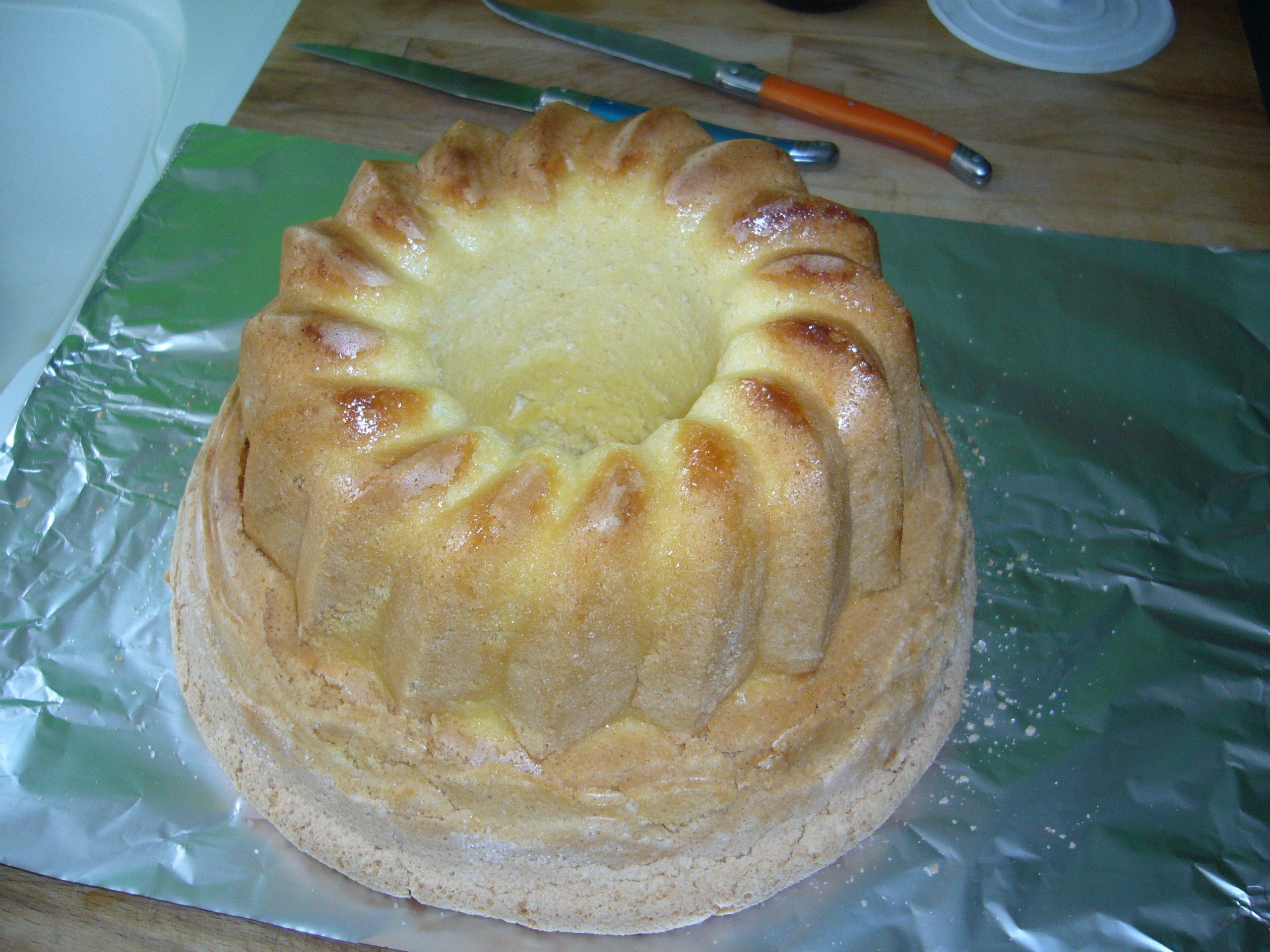
ガトー・ド・サヴォワ

ガトー・ド・サヴォワ（仏: gâteau de Savoie）、またはサヴォワケーキは、フランスのサヴォワ発祥のケーキ。小麦、卵およびコーンスターチ（または片栗粉）からなる単純な生地に、レモン風味をつけて山型に入れて焼くケーキである。起源は14世紀と見られる。ビスキュイ・ド・サヴォワ（仏: biscuit de Savoie）と一緒に語られることもあるが、これとは明確に別物とされる。ビスキュイの方は1700年ごろ以降に発生したものをさし、スポンジは非常に軽い。

## 概要
起源は1343年ごろ、サヴォワ伯アメデ5世の庶子であったピエール・ド・イエンヌの考案といわれる。このケーキの社交界デビューはアメデ6世の時代で、神聖ローマ皇帝を招待した折の宴会においてであった。この時期については諸説あり、また皇帝もおそらくはカール4世であろうとされるが、年代は1373年から1383年までのどこかと見られている。年代については1365年と特定する資料や、1358年とする資料もある。伯による皇帝の接待は、公爵位を受けられるよう働きかけたものであった。サヴォワの地を模した箱庭に、王冠と一緒に巨大なガトー・ド・サヴォワを配したデザートの趣向は皇帝を大変喜ばせたものの、この時に公爵位はもらえず、サヴォワ公となるのは孫であるアメデ8世の時代からであった。
ニコラ・ド・ボヌフォンによる1655年の著書『田園の悦楽』(les délices de la campagne) にガトー・ド・サヴォワについて記載があるとされるが、別の資料によればこの言及はビスキュイ・ド・サヴォワをさしている。1745年にルイ15世のためにパリ市庁舎において催された宴会のメニューにも、ガトー・ド・サヴォワが登場していたことがわかっている。
単純な素材のみで調理されるケーキであり、味も「とてもシンプル」と評されるだけに、ジャムやクリームを塗って食べることが多く、特にサヴォワのビルベリーとよく合うとされる。